# الکس گارلند
الکساندر «الکس» مداوار گارلند (انگلیسی: Alexander "Alex" Medawar Garland؛ زادهٔ ۲۶ مه ۱۹۷۰) نویسنده، فیلم‌نامه‌نویس و کارگردان اهل انگلستان است. گارلند با نوشتن رمان ساحل (۱۹۹۶) به عنوان یک رمان‌نویس در اواخر دهه نود میلادی به شهرت رسید؛ به صورتی که برخی منتقدان گارلند را چهره کلیدی نسل ایکس بنامند. او در ادامه واکنش‌های تحسین‌برانگیزی برای نوشتن فیلم نامه‌های ۲۸ روز بعد (۲۰۰۲)، آفتاب (۲۰۰۷)، هرگز رهایم مکن (۲۰۱۰) و درد (۲۰۱۲) دریافت کرد.
در سال ۲۰۱۵، گارلند کارگردانی و نوشتن فیلمنامهٔ اکس ماکینا را به تنهایی انجام داد. یک تریلر علمی-تخیلی که رابطهٔ میان بشر و هوش مصنوعی را کاوش می‌کند. این فیلم برای گارلند نامزدی جایزه اسکار بهترین فیلم نامه غیراقتباسی را به ارمغان آورد. فیلم دوم او، نابودی (محصول ۲۰۱۸) بر اساس رمانی به همین نام از جف واندرمیر (نوشته شده در ۲۰۱۴) ساخته شد که نقدهای مثبتی دریافت کرد.

## زندگی
گارلند در لندن، انگلستان متولد شد. او فرزند روانشناسی به نام کارولین (مداوار) و یک کارتونیست سیاسی یه نام نیکلاس گارلند است. او در دانشگاه منچستر مدرکش را در رشته تاریخ هنر دریافت کرد. پدربزرگ مادری او پیتر مداوار زیست‌شناس برنده جایزه نوبل است.

## حرفه

### مسیر موفقیت: ساحل،تسرکت
در سال ۱۹۹۶ گارلند نخستین رمان خود را که ساحل نام داشت به چاپ رسانید. ساحل برگرفته از سفر خود گارلند در طول اروپا و فیلیپین است. رمان داستان یک خانه به دوش جوان انگلیسی را تعریف می‌کند که دریایی دست نخورده اما اشغال شده توسط گروهی از خانه به دوشان متفکر را کشف می‌کند. رمان اشاراتی به فرهنگ مواد (Drug Culture) دارد. منتقدان بخش‌های توهم و تجسم افراط و همچنین آرمانشهری آن را تحسین کردند. ساحل به بیست و پنج زبان ترجمه شده و نزدیک به ۷۰۰ هزار نسخه از آن به فروش رفته‌است. از این رمان بعداً فیلمی به همین نام به کارگردانی دنی بویل و با بازی لئوناردو دی‌کاپریو در سال ۲۰۰۰ ساخته شد.
در سال ۱۹۹۸ گارلند راهی را که با ساحل رفته بود را با رمان تسرکت (اصطلاحی مربوط به فیزیک به معنای ابرمکعب چهاربعدی) ادامه داد. یک روایت غیرخطی با چند کاراکتر متداخل که در مانیل، فیلیپین اتفاق می‌افتد. شخصیت‌ها با استایل و شکل پست مدرن روایت، تعریف می‌شوند. رمان مضامینی همانند: عشق و خشونت را در شخصیت‌ها جستجو می‌کند.
تسرکت موفقیت‌های ساحل را کسب نکرد اما همانند آن توانست سوژه یک فیلم واقع شود، هرچند که توجه چندانی برنینگیخت
در کل آثار و نوشته‌های گارلند تحت تأثیر عشق او به سفر (به ویژه به عنوان خانه به دوش) و علاقهٔ او به مانیل، فیلیپین است.

### فیلم نامه‌ها و کارگردانی
در سال ۲۰۰۲ گارلند فیلم نامهٔ ۲۸ روز بعد را به کارگردانی دنی بویل و بازی کیلین مورفی نوشت. او جایزه بهترین فیلم نامه را از فانگوریا چینسا ادواردز برای این فیلم دریافت کرد.
در سال ۲۰۰۵ او فیلمنامه ای برای یک فیلم اقتباسی از مجموعه بازی‌های هیلو نوشت. برای این فیلم نامه به او یک میلیون دلار پرداخت شد. این فیلم نامه بعدها توسط افراد دیگری، در طول دو سال بازنویسی شد. در هر حال این پروژه بعدتر کنسل شد. در سال ۲۰۰۷ او فیلم نامه آفتاب را نوشت. دومین فیلمنامه‌ای که دنی بویل کارگردانی و کیلین مورفی بازی می‌کرد. همچنین او در فیلم ۲۸ هفته بعد، دنبالهٔ ۲۸ روز بعد تهیه‌کننده اجرایی بود. در سال ۲۰۱۰ گارلند فیلم نامه هرگز رهایم مکن را بر اساس رمانی از کازوئو ایشیگورو نویسنده ژاپنی‌تبار نوشت. مارک رومنک کارگردان کم‌کار این فیلم را کارگردانی کرد.
سپس او فیلمنامه درد را بر اساس کمیک بوک‌هایی به همین نام به تحریر درآورد. در سال ۲۰۱۸ کارل اوربان که نقش اصلی را در فیلم بازی می‌کرد خاطر نشان کرد که «این لیاقت گارلند بود که نامش در تیتراژ به عنوان کارگردان ذکر شود».
گارلند در سال ۲۰۱۵ فیلم فرا ماشین را بر اساس فیلم نامه و داستانی از خودش کارگردانی کرد. در فیلم ستارگانی همچون دامنل گلیسون، آلیسیا ویکاندر و اسکار ایزاک ایفای نقش کرده‌اند. فیلم برنده جایزه بزرگ جشنواره فیلم گرادمر و گارلند هم نامزد جایزه اسکار بهترین فیلم نامه غیراقتباسی شد. آلیسیا ویکاندر بازیگر زن اصلی این فیلم هم توانست نامزدی بهترین بازیگر زن امپایر اواردز شود. فیلم دوم گارلند نابودی بر اساس رمانی علمی تخیلی به همین نام از جف واندرمیر (نوشته و به چاپ رسیده در ۲۰۱۴) نوشته و کارگردانی شده‌است. گارلند نحوه اقتباس آن را اینچنین شرح می‌دهد: «اقتباس بر اساس خاطره‌ای از کتاب صورت گرفت.» تولید این فیلم در سال ۲۰۱۶ شروع و در فوریه ۲۰۱۸ اکران و منتشر شد.

### بازی‌های ویدیویی
گارلند نویسنده اصلی محصور: سفر به غرب بود که برای آن جایزه صنف نویسندگان بریتانیای کبیر را به دست آورد. این بازی برای پلتفرم‌های پلی استیشن ۳ و ایکس باکس ۳۶۰ منتشر شد. گارلند همچنین سرپرست نویسندگان بازی دی ام سی: شیطان هم می‌گرید در سال ۲۰۱۳ بوده‌است.

## زندگی شخصی
الکس گارلند با پالوما بائسا که یک بازیگر انگلیسی است، ازدواج کرد و از او دو فرزند دارد.

## کتابشناسی
- ساحل (۱۹۹۶) (کسب رتبهٔ ۱۰۳ در نظرسنجی د بیگ رید بی‌بی‌سی در سال ۲۰۰۳)
- تسرکت (۱۹۹۸)
- کما (۲۰۰۴)

## فیلمشناسی
- ۲۸ روز بعد (فیلم‌نامه) (۲۰۰۲)
- آفتاب (فیلم‌نامه) (۲۰۰۷)
- ۲۸ هفته بعد (مدیر اجرایی تولید) (۲۰۰۷)
- هرگز رهایم مکن (فیلم‌نامه، مدیر اجرایی تولید) (۲۰۱۰)
- درد (فیلم‌نامه، تهیه‌کننده) (۲۰۱۲)[۲]
- بازی بزرگ (مدیر اجرایی تولید) (۲۰۱۴)
- فرا ماشین (فیلم‌نامه، کارگردان) (۲۰۱۵)
- نابودی (فیلم‌نامه، کارگردان) (۲۰۱۸)
- توسعه دهندگان (طراح، فیلم‌نامه، کارگردان) (۲۰۲۰)
- مردان(فیلمنامه‌نویس و کارگردان) (۲۰۲۲)

## بازی‌های ویدیویی
- محصور: سفر به غرب (۲۰۱۰) (نویسنده)
- دی ام سی: شیطان هم می‌گرید (۲۰۱۳) (سرپرست نویسندگان)